# Vlag van Heythuysen

gemeentevlag van Heythuysen
(1991-2007)

De vlag van Heythuysen is op 25 februari 1992 bij raadsbesluit vastgesteld als gemeentelijke vlag van de voormalige Limburgse gemeente Heythuysen. Aanleiding tot het instellen van een nieuwe vlag was de fusie met Baexem en Grathem in 1991. De vlag kan als volgt worden beschreven:
Een gele broeking, waarop een rode kromstaf met velum, waarvan de hoogte gelijk is aan 7/8 van de hoogte van de vlag, en een blauwe vlucht met een gele broekingdriehoek, waarvan de punt reikt tot aan de rechterzijde van de vlag, waarop een rode hoorn, waarvan de hoogte gelijk is aan 1/3 van de hoogte van de vlag, geplaatst op 3/8 van de lengte van de vlucht.
Het ontwerp was van het Limburgs Geschied- en Oudheidkundig Genootschap. De kleuren en symbolen zijn ontleend aan het gemeentewapen. De abdissenstaf stond voor de rijksabdij Thorn en daarmee voor Baexem en Grathem, de hoorn voor Heythuisen in het Graafschap Horne. De driehoek drukte uit dat het om drie voormalige gemeenten ging die samenwerkten aan een nieuwe toekomst.
In 2007 ging Heythuysen samen met Haelen, Hunsel en Roggel en Neer op in de fusiegemeente Leudal. Hiermee kwam de vlag als gemeentevlag te vervallen. 

## Eerdere vlag

gemeentevlag van Heythuysen
(1976-1991)

Op 8 november 1976 was door de toenmalige gemeente Heythuysen een eerdere vlag aangenomen. Deze werd volgt beschreven:
Blauw, met in de broektop één en daarnaast ter halverhoogte van de vlag één alsmede in de rechterbovenhoek nog één gele roos en een geel broektopkanton ter hoogte en lengte van de helft van de hoogte van de vlag, waarop bij de broeking twee en daarnaast ter halver hoogte één rode hoorn.
De kleuren van deze vlag waren gebaseerd op het toenmalige gemeentewapen in de oorspronkelijke kleuren. De hoorns en de rozen waren aan het wapen ontleend.

### Verwante afbeelding

Wapen van Heythuysen (1992)
Wapen van Heythuysen (1819)

Ambt Montfort 
· Amby 
· Arcen en Velden 
· Baexem 
· Beegden 
· Belfeld 
· Bemelen 
· Berg en Terblijt 
· Bocholtz 
· Born 
· Broekhuizen 
· Cadier en Keer 
· Echt 
· Eijsden 
· Elsloo 
· Eygelshoven 
· Geleen 
· Grathem 
· Grubbenvorst 
· Haelen 
· Heel 
· Heel en Panheel 
· Heer 
· Helden 
· Herten
· Heythuysen 
· Hoensbroek 
· Horn 
· Horst 
· Hulsberg 
· Hunsel 
· Kessel 
· Klimmen 
· Limbricht 
· Linne 
· Maasbracht 
· Maasbree 
· Margraten 
· Meerlo-Wanssum 
· Meijel 
· Melick en Herkenbosch 
· Montfort 
· Munstergeleen 
· Neer 
· Nieuwenhagen 
· Nieuwstadt 
· Nuth 
· Ohé en Laak 
· Onderbanken 
· Ottersum 
· Posterholt 
· Roggel 
· Roggel en Neer 
· Schaesberg 
· Schinnen 
· Sevenum 
· Sint Odiliënberg 
· Sittard 
· Stevensweert 
· Stramproy 
· Susteren 
· Swalmen 
· Tegelen 
· Thorn 
· Ubach over Worms 
· Ulestraten 
· Urmond 
· Valkenburg-Houthem 
· Vlodrop 
· Wessem 
· Wittem